# Scornicești
Scornicești is een stad (oraș) in het Roemeense district Olt. De stad telt 12.802 inwoners.
Het is de geboorteplaats van Nicolae Ceaușescu (26 januari 1918)
Stad met gemeentestatus: Slatina · Caracal

Steden zonder gemeentestatus: Balș · Corabia · Drăgănești-Olt · Piatra-Olt · Potcoava · Scornicești